# Pickens 200 1963
Pickens 200 1963 var ett stockcarlopp ingående i Nascar Grand National Series (nuvarande Nascar Cup Series) som kördes 30 juli 1963 på den 0,5 mile (804,672 meter) långa ovalbanan Greenville-Pickens Speedway i Easley, precis väster om Greenville i South Carolina. Totalt avverkades 100 miles (160,934 km) fördelat på 200 varv. Banunderlaget var dirt. Loppet vanns av Richard Petty i en Plymouth på tiden 1:36.04 körande för Petty Enterprises. Pettys snitthastighet var 62,456 mph. Det var Pettys 24:e vinst av totalt 200 i karriären. Prispotten uppgick till 4 365 dollar, varav 1 000 dollar gick till segraren.

## Resultat
| Plc     | Nr | Förare           | Team/ bilägare       | Konstruktör | Start | Varv | Ledda varv |
| ------- | -- | ---------------- | -------------------- | ----------- | ----- | ---- | ---------- |
| 1       | 41 | Richard Petty    | Petty Enterprises    | Plymouth    | 7     | 200  | 52         |
| 2       | 11 | Ned Jarrett      | Burton-Robinson      | Ford        | 1     | 200  | 112        |
| 3       | 87 | Buck Baker       | Buck Baker Racing    | Pontiac     | 5     | 199  | 0          |
| 4       | 2  | Fred Harb        | Cliff Stewart Racing | Pontiac     | 11    | 195  | 0          |
| 5       | 99 | Bobby Isaac      | Bondy Long           | Ford        | 6     | 195  | 0          |
| 6       | 6  | David Pearson    | Owens Racing         | Dodge       | 4     | 195  | 36         |
| 7       | 32 | Tiny Lund        | Dave Kent            | Ford        | 3     | 192  | 0          |
| 8       | 05 | Joe Weatherly    | Possum Jones         | Pontiac     | 12    | 191  | 0          |
| 9       | X  | Frank Warren     | i.u.                 | Pontiac     | 20    | 190  | 0          |
| 10      | 34 | Wendell Scott    | Scott Racing         | Chevrolet   | 16    | 190  | 0          |
| 11      | 56 | Ed Livingston    | Mamie Reynolds       | Ford        | 19    | 190  | 0          |
| 12      | 54 | Jimmy Pardue     | Pete Stewart         | Ford        | 15    | 190  | 0          |
| 13      | 1  | E.J. Trivette    | Jess Potter          | Chevrolet   | 14    | 181  | 0          |
| 14      | 86 | Neil Castles     | Buck Baker Racing    | Chrysler    | 17    | 172  | 0          |
| 15      | 19 | Cale Yarborough  | Herman Beam          | Ford        | 13    | 123  | 0          |
| 16      | 89 | Curtis Crider    | Joel Davis           | Pontiac     | 18    | 90   | 0          |
| 17      | 18 | Stick Elliott    | Toy Bolton           | Pontiac     | 8     | 71   | 0          |
| 18      | 5  | Billy Wade       | Owens Racing         | Dodge       | 2     | 23   | 0          |
| 19      | 75 | Bunkie Blackburn | Robert Smith         | Pontiac     | 10    | 23   | 0          |
| 20      | 48 | Jack Smith       | Jack Smith           | Dodge       | 9     | 10   | 0          |
| 21      | 76 | J.D. McDuffie    | McDuffie Racing      | Ford        | 21    | 1    | 0          |
| Källor: |    |                  |                      |             |       |      |            |